# Walter Reed
El Mayor Walter Reed (Belroi, Virginia, Estados Unidos, 13 de septiembre de 1851 - Washington D. C., 22 de noviembre de 1902) fue un médico del ejército de los Estados Unidos que en 1900 dirigió el equipo que confirmó la teoría (expuesta por primera vez en 1881 por el doctor y científico cubano Carlos Finlay) que la fiebre amarilla se transmite por el mosquito Aedes aegypti, en vez de por contacto directo. Esta visión abrió campos completamente nuevos en epidemiología y biomedicina y directamente permitió la reanudación y finalización del trabajo de Estados Unidos en el Canal de Panamá (1904-14).

## Biografía
Walter Reed nació y creció en Belroi, una comunidad no incorporada en el condado de Gloucester en la región oriental de la península de Middle en Virginia, hijo de Lemuel Sutton Reed (un ministro metodista) y Pharaba White.  
Después de sesiones durante dos años en la Universidad de Virginia, Reed completó el título de Doctor en Medicina en 1869, a la edad de 17 años. Entonces se matriculó en el Instituto Médico del Hospital Bellevue de la Universidad de Nueva York en Manhattan, Nueva York, donde obtuvo un segundo doctorado en Medicina en 1870. Después de hacer prácticas en varios hospitales de la ciudad de Nueva York, fue miembro del Consejo de Salud de Nueva York hasta 1875. Se casó con Emilie (nacida Emily) Lawrence el 26 de abril de 1876 y ella se fue al oeste con él. Más tarde, Emilie daría a luz a un hijo y una hija y la pareja adoptaría una niña india mientras estaba destinado en campamentos fronterizos.
Con su juventud aparentemente limitando su influencia, Reed se unió a los Cuerpos Médicos del Ejército de los Estados Unidos, tanto por sus oportunidades profesionales y la modesta seguridad económica que podía proporcionar. Pasó la mayor parte de su carrera en el Ejército hasta 1893 en destinos peligrosos en el Oeste Americano, en cierto momento, vigilando varios cientos de indios apache, incluyendo a Gerónimo. Durante uno de sus últimos viajes, completó un curso avanzado en patología y bacteriología en el Laboratorio de Patología del Hospital Universitario Johns Hopkins. 
Reed se unió a la facultad de la recientemente abierta Escuela Médica del Ejército en Washington, D. C. en 1893, donde ocupó un cargo en la cátedra de Bacteriología y Microscopia Clínica. Además de sus responsabilidades como profesor, ejerció activamente proyectos de investigación médica y sirvió como el encargado del Museo Médico del Ejército, que más tarde se convirtió en el Museo Nacional de Salud y Medicina (NMHM).
Reed viajó por primera vez a Cuba en 1899 para estudiar las enfermedades en los campamentos del Ejército de los Estados Unidos allí. La fiebre amarilla se convirtió en un problema para el Ejército durante la Guerra Hispano-Estadounidense, cayendo miles de soldados en Cuba. 
En mayo de 1900, Reed, un mayor, regresó a Cuba cuando fue nombrado jefe de la junta militar encomendado por el Cirujano General George Miller Sternberg para examinar las enfermedades tropicales incluyendo la fiebre amarilla. Sternberg fue uno de los fundadores de la bacteriología durante este tiempo de grandes avances en la medicina debido a la aceptación generalizada de la teoría microbiana de la enfermedad de Louis Pasteur así como también a los métodos de estudio de las bacterias desarrollados por Robert Koch.
Durante la tenencia de Reed con la Comisión de la fiebre amarilla del Ejército de los EE. UU. en Cuba, el consejo confirmó la transmisión por mosquitos ya planteada por el científico cubano Dr.Carlos J.Finlay Barres (El 14 de agosto de 1881, presentó ante la Real Academia habanera su trabajo "El mosquito hipotéticamente considerado como agente de transmisión de la fiebre amarilla". Gracias a una serie de precisas deducciones, a partir de los hábitos de las diferentes especies de mosquitos existentes en La Habana, Finlay indicó correctamente -en la mencionada memoria- que el agente trasmisor de la fiebre amarilla era la hembra de la especie de mosquito que hoy conocemos como Aedes aegypti. Dicho trabajo se publicó en ese mismo año en los Anales de la referida Academia) y desmintió la creencia común de que la fiebre amarilla podía ser transmitida por la ropa y la ropa de cama sucia por los fluidos corporales y excrementos de los enfermos de fiebre amarilla - artículos conocidos como fomitas. 
El consejo llevó a cabo muchos de su serie de dramáticos experimentos en el Campamento Lazear, llamado así en noviembre de 1900 por el ayudante y amigo de Reed Jesse William Lazear que había muerto dos meses antes de fiebre amarilla mientras era miembro de la Comisión. 
El arriesgado pero fructífero trabajo de investigación fue hecho con personas voluntarias, incluyendo parte del personal médico como Lazear y Clara Maass que permitieron ser infectados deliberadamente. El trabajo de investigación de la enfermedad bajo la dirección de Reed fue en gran parte responsable de contener las tasas de mortalidad de la fiebre amarilla durante la construcción del Canal de Panamá, algo que había confundido a los intentos franceses de construir en esa región sólo 30 años antes.
Después del retorno de Reed de Cuba en 1901, continuó hablando y publicando sobre la fiebre amarilla. Recibió títulos honoríficos de Harvard y la Universidad de Míchigan en reconocimiento a su trabajo seminal.  
En noviembre de 1902, el apéndice de Reed se reventó; murió el 22 de noviembre de 1902, de la peritonitis resultante, a la edad de 51 años. Fue enterrado en el Cementerio de Arlington.

## Legado
El gran avance de Reed en la investigación de la fiebre amarilla está generalmente considerado un hito en biomedicina, abriendo nuevas vistas de investigación y humanitarianismo. Su legado al confirmar la teoría del Dr. Finlay, atenuó durante años el verdadero papel del científico cubano, reconocido finalmente en 1954.
- El Walter Reed General Hospital (WRGH), Washington D. C. fue abierto el 1 de mayo de 1909, siete años después de su muerte.
- El Walter Reed Army Medical Center (WRAMC) abrió en 1977 como el sucesor del WRGH; es el centro médico mundial de tercer nivel para el Ejército de EE. UU y es utilizado por miembros del Congreso y los presidentes.
- El Walter Reed Army Institute of Research (WRAIR), cerca de Washington D. C., es la instalación de investigación biomédica más grande administrada por el Departamento de Defensa de los Estados Unidos.
- El Walter Reed National Military Medical Center, un nuevo complejo hospitalario construido en los terrenos del National Naval Medical Center, Bethesda (Maryland) en 2011.
- El Riverside Walter Reed Hospital en Gloucester (Virginia) (cerca del lugar de nacimiento de Reed) abrió el 13 de septiembre de 1977.
- Instituto de Investigaciones de Walter Reed
- El Curso de Medicina Tropical Walter Reed
- La Medalla Walter Reed, entregada desde 1912 hasta hoy en día y otorgada póstumamente al propio Reed por su trabajo sobre la fiebre amarilla.
- La Walter Reed Middle School, North Hollywood (California)
- Reed fue interpretado por el actor Lewis Stone en una película de Hollywood de 1938, Yellow Jack (basada en una obra de teatro de 1934). El mismo argumento se presentó de nuevo en episodios de televisión (ambos titulados “Yellow Jack”) de Celanese Theatre (1952) y de Producers' Showcase (1955), y en este último Reed es interpretado por Broderick Crawford.
- Una canción, "Walter Reed", fue lanzada  por Michael Penn y cuenta el deseo de un soldado de ser llevado al Walter Reed Medical Center; y forma parte de la Banda sonora de la serie televisiva de House M.D.
- El episodio The Great Fever de la serie American Experience  de la PBS fue emitido en 2006 y trata sobre la campaña de la fiebre amarilla de Reed.
- Philip S. Hench Walter Reed Yellow Fever Collection en la Biblioteca de Ciencias de la Salud de la Universidad de Virginia
- Walter Reed Army Medical Center Firefighters Washington D. C. IAFF F151